# سلینا کادل
سلینا کادل (انگلیسی: Selina Cadell؛ زادهٔ ۱۲ اوت ۱۹۵۳) بازیگر اهل بریتانیا است.
از فیلم‌ها یا برنامه‌های تلویزیونی که وی در آن نقش داشته‌است می‌توان به آخرت، جنون شاه جرج، کودک وحشی، امتیاز نهایی، دکتر مارتین، جشنواره، گامبیت، پوآرو، پدر براون، کیک برفی و خانم دالووی اشاره کرد.